# Arctodiaptomus kerkyrensis
Arctodiaptomus kerkyrensis is een eenoogkreeftjessoort uit de familie van de Diaptomidae. De wetenschappelijke naam van de soort is voor het eerst geldig gepubliceerd in 1935 door Pesta.